# Agroseguro
Agroseguro es la Agrupación Española de Entidades Aseguradoras de los Seguros Agrarios Combinados, S.A. Se encarga de la gestión de los seguros agrarios por cuenta y en nombre de las entidades aseguradoras que forman parte del pool de coaseguro. Se constituyó como sociedad anónima el 17 de abril de 1980.
Sus principales actividades se concentran en la emisión de los recibos a los tomadores del seguro y la gestión de su cobro, la recepción de las declaraciones de siniestro de los asegurados y la realización de los trámites de peritación, valoración y pago de siniestros por cuenta de las coaseguradoras.

## Historia y funcionamiento
El Sistema Español de Seguros Agrarios Combinados se regula a partir de la promulgación de la Ley 87/1978, de 28 de diciembre, de Seguros Agrarios Combinados, y del Reglamento que la desarrolla, aprobado por Real Decreto 2329/1979, de 14 de septiembre.

## Composición
Actualmente, el número de entidades que componen el accionariado de Agroseguro es de 16 aseguradoras privadas mas el Consorcio de Compensación de Seguros. La adhesión de las entidades a Agroseguro es voluntaria y se produce mediante su participación en su capital social, debiendo estar inscritas en el registro especial de la Dirección General de Seguros y Fondos de Pensiones y autorizadas para operar en este ramo.
En el año 2025, las entidades coaseguradoras que forman parte de Agroseguro son:
- Agropelayo Sociedad de Seguros, S.A.
- Allianz, Compañía de Seguros y Reaseguros, S.A.
- AXA Seguros Generales, S.A. de Seguros y Reaseguros
- Caja de Seguros Reunidos, Compañía de Seguros y Reaseguros, S.A. (CASER)
- Cajamar Seguros Generales, S.A.
- FIATC, Mutua de Seguros y Reaseguros a prima fija
- Generali de España, S.A. de Seguros y Reaseguros
- Helvetia Compañía Suiza, Sociedad Anónima de Seguros y Reaseguros
- MAPFRE España CÍA. de Seguros y Reaseguros, S.A.
- MGS Seguros y Reaseguros, S.A.
- MUSSAP, Mutua de Seguros y Reaseguros a prima fija
- Mutua Arrocera, Mutua de Seguros
- Occident
- REALE Seguros Generales, S.A.
- Santa Lucía, S.A. Compañía de Seguros y Reaseguros
- RGA Seguros Generales Rural, S.A. de Seguros y Reaseguros
- Consorcio de Compensación de Seguros

## Organismos que intervienen en el Sistema español de Seguros Agrarios[5]
- AGROSEGURO. Sus principales actividades se concentran en el desarrollo de estudios de coberturas e investigación actuarial y estadística en relación con la elaboración de las tarifas que se aplican a las diferentes líneas de seguro. También el control y procesamiento de las declaraciones de seguro, la emisión de los recibos a los tomadores del seguro y asegurados y la gestión del cobro, así como la gestión del pago al Consorcio de Compensación de Seguros de las primas por razón del reaseguro que presta esta entidad y la de cobro de las subvenciones que corresponde satisfacer a la Entidad Estatal de Seguros Agrarios (ENESA) y a las diferentes comunidades autónomas. Agroseguro recepciona las declaraciones de siniestro de los asegurados y realiza el pago de siniestros por cuenta de las coaseguradoras.
- ENESA (Entidad Estatal de Seguros Agrarios). Organismo Autónomo dependiente del Ministerio de Agricultura, Pesca y Alimentación, que tiene como objetivo principal la elaboración anual del Plan de Seguros Agrarios Combinados (que debe aprobar el Consejo de Ministros) y la gestión de las subvenciones al precio del seguro de las diferentes producciones a las que el sistema da protección. ENESA establece las condiciones técnicas mínimas de cultivo, los rendimientos asegurables, los precios a efectos del seguro y las fechas límite de suscripción de cada seguro. Además, realiza los estudios de viabilidad necesarios que demuestren la asegurabilidad de los riesgos que se pretenden cubrir a través del sistema. ENESA cuenta con la Comisión General como órgano máximo de decisión, en la que están representadas todas las instituciones que participan en el sistema. Participa asimismo en las comisiones territoriales (dirigidas por las respectivas comunidades autónomas) y convoca los Grupos de trabajo sobre las diferentes líneas de seguro.
- Dirección General de Seguros y Fondos de Pensiones. Dependiente de la Secretaría de Estado de Economía y Apoyo a la Empresa, adscrita al Ministerio de Economía, Comercio y Empresa, la DGSFP es la autoridad supervisora y reguladora del mercado asegurador y, por ende, es el órgano supervisor del sistema. En concreto y en relación con los seguros agrario, supervisa la solvencia y las buenas prácticas de las aseguradoras, aprueba los cuadros de coaseguro anuales, participa en la elaboración de las normas de peritación de siniestros, y propone al Ministerio de Economía, Comercio y Empresa las condiciones del reaseguro a cargo del Consorcio de Compensación de Seguros.
- Consorcio de Compensación de Seguros. Entidad pública empresarial adscrita al Ministerio de Economía, Comercio y Empresa. El CCS actúa de reasegurador obligatorio del sistema en la forma y cuantía que se determine por el Ministerio de Economía, Comercio y Empresa, ejerce el control de las peritaciones de los siniestros, lo que garantiza el cumplimiento eficaz de su función de reasegurador, y participa en el pool de coaseguro cuando no se alcance por el conjunto de las aseguradoras el 100% de la cobertura. Aunque esto último no suceda, se estima que es conveniente y necesaria la participación del CCS en el coaseguro, pues ello le permite una participación directa en el negocio que reasegura y en el Consejo de Administración de la Agrupación.
- Organizaciones agrarias y cooperativas agroalimentarias. Participan tanto en la Comisión General como en las comisiones territoriales, transmitiendo las demandas y necesidades del sector productor en cuanto a la cobertura de riesgos por parte del seguro agrario.

## Líneas de seguro
El Sistema español de Seguros Agrarios Combinados tiene principio de universalidad en cuanto a las producciones y riesgos. Su ámbito de aplicación comprende todo el territorio español, y la práctica totalidad de las producciones agrícolas, ganadera y acuícolas. En total, se compone de 45 líneas de seguro.
Actualmente, las líneas de seguros agrícolas (29 líneas) incluyen a todas las producciones frutales, cítricos, herbáceos extensivos, hortalizas, uva de vino, olivar, producciones tropicales y subtropicales, frutos secos, cultivos forrajeros, industriales textiles y no textiles, agroenergéticos, planta viva, flor cortada, viveros, así como un seguro para organizaciones de productores y cooperativas.
Los seguros pecuarios están compuestos por 15 líneas para explotaciones de vacuno, ovino, caprino, equino, aviar, porcino, apicultura, acuicultura… así como un seguro para otras producciones ganaderas (conejos, avestruces, perdices, faisanes, patos, caracoles) y una línea para la cobertura de los gastos de retirada y destrucción de animales muertos en la explotación.
Además, el Sistema español de Seguros Agrarios Combinados cuenta con un seguro para producciones forestales.

## Principales cifras del seguro agrario
El aseguramiento alcanzando por el seguro agrario se ha mantenido estable en los últimos años, en torno a las 400.000 pólizas, con un capital asegurado en constante crecimiento. En concreto, en 2024 el seguro agrario en España batió máximo histórico, por décimo año consecutivo, con más de 18.000 millones de euros de valor asegurado.
Además, el recibo de prima ha superado en 2023 los 1.000 millones de euros por primera vez en la historia del Sistema español de Seguros Agrarios Combinados.
La incidencia del cambio climático y de los fenómenos meteorológicos graves y recurrentes (sequía, tormentas de lluvia, viento y pedrisco...) se ha intensificado desde el año 2017, alcanzando su máximo histórico en 2023, con 1.241 millones de euros en siniestralidad. El número total de siniestros gestionados por Agroseguro se elevó por encima de los 1,7 millones.
| Año  | Recibo de prima (M€) | Subvenciones ENESA y CC.AA. | Subvenciones ENESA y CC.AA. | A cargo agricultor | A cargo agricultor | Capital asegurado (M€) | Siniestralidad (M€) |
| Año  | Recibo de prima (M€) | (M€)                        | % recibo de prima           | (M€)               | % recibo de prima  | Capital asegurado (M€) | Siniestralidad (M€) |
| ---- | -------------------- | --------------------------- | --------------------------- | ------------------ | ------------------ | ---------------------- | ------------------- |
| 2016 | 706,56               | 303,16                      | 42,90%                      | 403,40             | 57,10%             | 12.787                 | 484,69              |
| 2017 | 789,24               | 317,50                      | 40,22%                      | 471,74             | 59,78%             | 13.770                 | 734,06              |
| 2018 | 758,16               | 296,72                      | 39,13%                      | 461,44             | 60,87%             | 14.079                 | 738,30              |
| 2019 | 783,97               | 313,90                      | 40,04%                      | 470,07             | 59,96%             | 14.257                 | 625,75              |
| 2020 | 797,82               | 313,14                      | 39,25%                      | 484,68             | 60,75%             | 15.259                 | 615,21              |
| 2021 | 830,53               | 341,09                      | 41,06%                      | 489,44             | 58,94%             | 15.672                 | 747,28              |
| 2022 | 868,47               | 427,21                      | 49,19%                      | 441,27             | 50,81%             | 16.364                 | 791,62              |
| 2023 | 1.011,39             | 514,67                      | 50,89%                      | 496,72             | 49,11%             | 16.925                 | 1.236,33            |
| 2024 | 1.031,79             | 486,48                      | 47,15%                      | 545,31             | 52,85%             | 18.152                 | 712,63              |

## Actividad internacional[17]
El sistema español de Seguros Agrarios Combinados es uno de los modelos más desarrollados y con mayores coberturas a nivel mundial. Por ello, Agroseguro participa en proyectos de consultoría, asesoramiento, formación, etc., a petición de instituciones públicas y privadas de otros países y adaptados a sus necesidades, en colaboración con diversas instituciones nacionales (ENESA, AECID) e internacionales (Banco Interamericano de Desarrollo, Banco Mundial, FAO). En los últimos años, Agroseguro y ha recibido delegaciones de cerca de 30 países de Europa, Asia, América Latina y África.
Además, es miembro de diversas asociaciones nacionales e internacionales relacionadas con la gestión de riesgos y el seguro agrario:
- Asociación Internacional de Aseguradores de la Producción Agrícola (AIAG). Agroseguro forma parte de la Junta Directiva de la AIAG y ostenta actualmente su vicepresidencia, así como la presidencia del Comité de Expertos de Tasación, responsable de la coordinación técnica de los seminarios anuales de peritación, así como de fomentar el intercambio de experiencias en materia de valoración de daños entre los distintos países miembros.
- Asociación Latinoamericana para el desarrollo del Seguro Agropecuario (ALASA). Agroseguro forma, asimismo, parte de la Comisión de Asesoramiento Técnico y Capacitación de ALASA.